# Der letzte Sommer (Lied)
Der letzte Sommer ist ein Lied des deutschen Comedytrios Y-Titty. Es wurde am 3. August 2012 als digitale Download-Single auf Amazon und iTunes zum Herunterladen freigegeben.

## Produktion
Die Musik von Der letzte Sommer wurde wie Ständertime von TheEmU komponiert und produziert. Veröffentlicht wurde der Song unter dem Label Kingstone Records. Den Liedtext schrieb Philipp Laude alias Phil. Über ihre Facebook-Seite fanden Y-Titty den DJ und Musikproduzenten ENBK, der von dem Song einen Dubstep- und einen Housemix produzierte. Das offizielle Musikvideo zu Der letzte Sommer wurde parallel zur Single-Veröffentlichung am 3. August 2012 von Y-Titty auf der Videoplattform YouTube hochgeladen. Die Regie hat Phil übernommen. Executive Producer und Set-Aufnahmeleiter war Stefan Erpelding zusammen mit Matthias Roll alias TC, für die Kamera ist Thomas Zittlau zuständig gewesen. Trotz der vielen Drehorte des Videos, wurde es an nur zwei Tagen realisiert.
Das Video wurde mit vielen anderen YouTubern aufgenommen, darunter auch Sexy Julia, ApeCrime, Christoph Krachten und TheDotComedyChannel.

## Inhalt des Musikvideos
Das Video beginnt mit einer Sendung nachGefragt auf dem fiktiven Fernsehkanal DDR (Der Deutsche Rundfunk), der schon aus anderen Videos von Y-Titty bekannt ist. In der Sendung ist Hans Hetzer, der von Phil gespielt wird, zu sehen, der die Nachrichten vorliest und ankündigt, dass dies der letzte Tag vor dem Weltuntergang sei, da ein Meteor einschlage. Die Kamera zoomt zurück und zeigt die drei auf ihrem Sofa. Sie denken nach, was sie vor dem Weltuntergang machen sollen. TC schlägt vor, dass sie zu ihren Familien fahren, doch dann hat Phil den richtigen Einfall: „Feiern“. Alle springen auf. Phil gibt ein Bier aus, OG steht nackt auf einer Brücke und ein Polizist (gespielt von Christoph Krachten), verfolgt ihn, da dies geschmacklos sei und TC macht seine Liebe Julia an. Im Refrain stehen alle am Drehplatz von Ständertime zusammen mit dem Trommler, der ein Akkordeon spielt, und singen den Chorus. In einer Bar sitzen alle auf den Stühlen und schauen auf einem Fernseher den Countdown an, doch auf einmal springt das Bild um und man sieht den Trommler. Alle sehen ihn verdutzt an, begreifen, dass da eine Party im Gange ist und laufen dorthin, um zu feiern. Auch Jesus und die Mayas sind dabei. An einem anderen Ort wird der Tod gezeigt, wie er eine Rappassage passend zu einem Dubsteppart rappt. Dann kommt ein Szenenwechsel und er ist auf der Party von Phil, TC und OG zu sehen. Auf einmal steht TC hinter ihm und zerschlägt eine Flasche auf seinem Kopf. Der Tod fällt zu Boden und die Musik ist aus. Phil kommt zu ihm, um vorwurfsvoll: Alter, du hast den Tod getötet! zu sagen. TC fragt: Ja, und was machen wir jetzt? Na weiter feiern! antwortet Phil wieder. Die Musik geht an und alle fangen wieder an zu tanzen. Dann kommt der Meteor und alle gehen einen Schritt nach hinten. Phil fällt auf: Der ist aber irgendwie… klein. Das kleine Steinchen fällt auf den Boden und alle sehen die drei Mayas an. Diese blicken verzweifelt und sagen: Sorry… wir haben uns irgendwie… um ein Jahr verrechnet. Alle verlassen den Platz und gehen enttäuscht nach Hause. Nur Jesus tritt noch einmal ins Bild und holt eine Bierflasche.

## Aussage
Y-Titty spielt im Lied auf den angeblich durch den Maya-Kalender prophezeiten Weltuntergang an und bewertet durch die Party-Atmosphäre diese Voraussagungen und Ängste davor als absurd. Außerdem werden viele Verknüpfungen zu früheren Y-Titty-Videos geschaffen, bildlich z. B. zu Ständertime, musikalisch z. B. zu David Guetta und Nicki Minajs Turn Me On.

## Erfolge
Das Video wurde innerhalb der ersten Woche über eine Million Mal aufgerufen. Der Song erreichte Platz 3 der iTunes-Charts und Platz 1 der iTunes-Popcharts. Bei Amazon erreichte der Song Platz 13 in den MP3-Download-Charts und Platz 3 in der Pop-Hierarchie. Im Zuge des Erfolgs von Der letzte Sommer katapultierte sich auch die Vorgänger-Single Ständertime aus dem Jahr 2011 wieder in die iTunes-Charts.
Nach Angaben von Y-Titty über Twitter lag Der letzte Sommer in den offiziellen Media-Control-Trendcharts am 6. August 2012 auf Platz 11. Auch in den Single-Charts ließ der Erfolg nicht lange auf sich warten. Bereits eine Woche nach der Veröffentlichung stieg der Song auf Platz 15 ein und wurde damit sogar ein Top-20-Hit. Ebenso erreichte Der letzte Sommer auch die Schweizer Charts und erreichte dort die 34 der Top 75. Auch in Österreich erreichte er die Top 20 und stieg auf Platz 19 ein. Am 31. August 2012 stieg Der letzte Sommer auf Platz eins der N-Joy Charts ein.
2013 wurde Der letzte Sommer für den Echo in der Rubrik Bestes Video national nominiert.
| ChartsChartplatzierungen | Höchstplatzierung | Wochen |
| ------------------------ | ----------------- | ------ |
| Deutschland (GfK)        | 15 (11 Wo.)       | 11     |
| Österreich (Ö3)          | 19 (4 Wo.)        | 4      |
| Schweiz (IFPI)           | 34 (1 Wo.)        | 1      |